# Liste ehemaliger deutscher Eisenbahngesellschaften
Diese Liste enthält einen Überblick über nicht mehr bestehende Eisenbahngesellschaften in Deutschland und den deutschen Kolonien. Dazu gehören auch Bahneinheiten, die keine juristischen Personen sind.
Die derzeit bestehenden Eisenbahngesellschaften sind in der Liste deutscher Eisenbahngesellschaften zu finden.

## Staatsbahnen

### Staatsbahnen („Länderbahnen“) im Deutschen Reich (bis 1918/1919)
- Preußische Staatseisenbahnen (ab 1896 Vereinigte Preußische und Hessische Staatseisenbahnen)
- Königlich Bayerische Staats-Eisenbahnen (K.Bay.Sts.B.)
  - Ludwig-Süd-Nord-Bahn
  - Ludwigs-West-Bahn
  - Bayerische Maximiliansbahn
- Königlich Sächsische Staatseisenbahnen (K.Sächs.Sts.E.B.)
- Königlich Württembergische Staats-Eisenbahnen (K.W.St.E.)
- Großherzoglich Badische Staatseisenbahnen (1872–1920, 1840–1872 der badischen Post angegliedert)
- Großherzoglich Hessische Staatseisenbahnen (ab 1896 Vereinigte Preußische und Hessische Staatseisenbahnen)
- Großherzoglich Mecklenburgische Friedrich-Franz-Eisenbahn (MFFE)
- Großherzoglich Oldenburgische Staatseisenbahnen (G.O.E., 1867–1920)
- Bremer Staatsbahn (Privatbahn in Preußen im Besitz des bremischen Staates, daher doppelt aufgelistet)
- Reichseisenbahnen in Elsaß-Lothringen

### Weitere Staatsbahnen vor der Reichsgründung 1871
- Königlich Hannöversche Staatseisenbahnen (bis 1866)
- Herzoglich Braunschweigische Staatseisenbahn (bis 1870)
- Königlich-Westfälische Eisenbahn-Gesellschaft (bis 1879/1880)
- Nassauische Staatsbahn (bis 1866)
- Anhaltische Leopoldsbahn (bis 1871)
- Städtische Verbindungsbahn Frankfurt am Main (Bis 1866 Staatsbahn)
- Bebra-Hanauer-Bahn (Kurhessische Staatsbahn, bis 1866)
  - Frankfurt-Bebraer Eisenbahn
- Frankfurt-Offenbacher Eisenbahn
- Main-Weser-Bahn
- Main-Neckar-Eisenbahn-Gesellschaft
- Berliner Nordbahn
- Preußische Ostbahn
- Saarbrücker Eisenbahn

### Staatsbahnen nach 1920
- Deutsche Reichsbahn (1920 bis 1949), von 1924 bis 1937 „Deutsche Reichsbahn-Gesellschaft“
  - Betriebsvereinigung der Südwestdeutschen Eisenbahnen (SWDE)
  - Eisenbahnen des Saarlandes (EdS)
- Land Baden (1922–1923, badische Strecken der Straßburger Straßenbahn-Gesellschaft)
- Deutsche Reichsbahn (DR, 1949 bis 1993)
- Deutsche Bundesbahn (DB, 1949 bis 1993)

## Privatbahngesellschaften

### A–C
- Aachen-Neuß-Düsseldorfer Eisenbahn-Gesellschaft
- Aachener Industriebahn
- AG der Bayerischen Ostbahnen
- AG für Bahn-Bau und -Betrieb
- AG Lokalbahn Lam-Kötzting
- AG für Verkehrswesen
- Ahaus-Enscheder Eisenbahn AG
- Albertsbahn AG (Dresden–Tharandt)
- Allgemeine Deutsche Eisenbahn-Betriebs-GmbH (ADEG)
- Allgemeine Deutsche Kleinbahn-Gesellschaft AG (ADKA)
- Altdamm-Colberger Eisenbahn-Gesellschaft
- Altenburg-Zeitzer Eisenbahngesellschaft
- Altona-Kieler Eisenbahn-Gesellschaft
- Angeln-Bahn GmbH
- Arnstadt-Ichtershausener Eisenbahn
- Badische Lokal-Eisenbahnen AG (BLEAG, 1898–1931)
- Bahngesellschaft Waldhof-Sandhofen (1900–N.N.)
- Ludwigs-Eisenbahn-Gesellschaft
- Bergisch-Märkische Eisenbahn-Gesellschaft
- Berlin-Anhaltische Eisenbahn-Gesellschaft
- Berlin-Dresdener Eisenbahn-Gesellschaft
- Berlin-Frankfurter Eisenbahn-Gesellschaft
- Berlin-Görlitzer Eisenbahn-Gesellschaft
- Berlin-Hamburger Eisenbahn-Gesellschaft
- Berlin-Stettiner Eisenbahn-Gesellschaft
- Birkenfelder Eisenbahn GmbH
- Bonn-Cölner Eisenbahn-Gesellschaft
- Brandenburgische Städtebahn AG
- Braunschweig-Schöninger Eisenbahn AG
- Braunschweigische Landes-Eisenbahn-Gesellschaft
- Breisgau-S-Bahn GmbH
- Bremer Staatsbahn (Privatbahn in Preußen im Besitz des bremischen Staates, daher doppelt aufgelistet)
- Breslau-Schweidnitz-Freiburger Eisenbahn-Gesellschaft
- Brölthaler Eisenbahn-Actien-Gesellschaft
- BVO Bahn GmbH
- Centralverwaltung für Secundairbahnen Herrmann Bachstein
  - Hohenebra-Ebelebener Eisenbahn (siehe Bahnstrecke Hohenebra–Ebeleben)
  - Greußen-Ebeleben-Keulaer Eisenbahn (siehe Bahnstrecke Hohenebra–Ebeleben)
- Chemnitz-Aue-Adorfer Eisenbahn-Gesellschaft
- Chemnitz-Komotauer Eisenbahngesellschaft
- Chemnitz-Riesaer Eisenbahn-Gesellschaft
- Chemnitz-Würschnitzer Eisenbahngesellschaft
- ConTrain GmbH
- Cöln-Mindener Eisenbahn-Gesellschaft, siehe Köln-Mindener Eisenbahn-Gesellschaft
- Continentale Eisenbahn-Bau- und Betriebs-Gesellschaft
- Cottbus-Großenhainer Eisenbahn
- Crefeld-Kreis Kempener Industrie-Eisenbahn-Gesellschaft
- Cronberger Eisenbahn-Gesellschaft
- Cuxhavener Eisenbahn

### D–F
- Dahme-Uckroer Eisenbahn AG
- Dessau-Wörlitzer Eisenbahn-Gesellschaft
- Deutsche Eisenbahn-Betriebsgesellschaft AG (DEBG)
- Deutsche Eisenbahn-Gesellschaft AG (DEAG) (DEGA)
- Deutsch-Nordischer Lloyd (Neustrelitz-Warnemünde)
- Dortmund-Märkische Eisenbahn Gesellschaft
- Düsseldorf-Elberfelder Eisenbahn-Gesellschaft
- EBM Cargo GmbH & Co. KG
- Eckernförder Kreisbahnen (Eckernförde–Kappeln)
- Eisenbahn-Gesellschaft Darmstadt (Siehe)
- Eisenbahn-Gesellschaft Greifswald-Grimmen
- Eisenbahn-Gesellschaft Mühlhausen-Ebeleben
- Eisenbahn-Gesellschaft Stralsund-Tribsees
- Eisenbahn Logistik & Transport Teltow (Ei.L.T. GmbH)
- Eisenbahn-Zweckverband Rastenberg-Hardisleben
- Eisern-Siegener Eisenbahn AG
- Elmshorn-Barmstedt-Oldesloer Eisenbahn AG
- Elztalbahn der Stadt Waldkirch
- Gemeinde Eningen (1903–1911, siehe Lokalbahn Reutlingen–Eningen)
- Ermstalbahn-Gesellschaft (1873–1904)
- Erzgebirgische Eisenbahngesellschaft
- Eutin-Lübecker Eisenbahn-Gesellschaft
- Flex Verkehrs-AG
- Filderbahn-Gesellschaft (1885–1905, Stuttgart und südliches Umland)
- Frankfurt-Hanauer Eisenbahn-Gesellschaft
- Freien Grunder Eisenbahn AG
- Friedrich-Wilhelms-Nordbahn-Gesellschaft

### G–J
- Gera-Meuselwitz-Wuitzer Eisenbahn AG
- Gernrode-Harzgeroder Eisenbahn-Gesellschaft
- Glasow-Berlinchener Eisenbahn-Gesellschaft
- Glückstadt-Elmshorner Eisenbahn-Gesellschaft, später „Holsteinische-“ bzw. „Schleswig-Holsteinische Marschbahn-Gesellschaft“
- Gößnitz-Geraer Eisenbahn-Gesellschaft
- Gotha-Ohrdrufer Eisenbahn-Gesellschaft
- Greiz-Brunner Eisenbahn-Gesellschaft
- Großenhainer Zweigbahn
- Güstrow-Plauer Eisenbahn-Gesellschaft (siehe Bahnstrecke Güstrow–Meyenburg)
- Hainichen-Rossweiner Eisenbahn-Gesellschaft
- Halberstadt-Blankenburger Eisenbahn-Gesellschaft
- Halle-Sorau-Gubener Eisenbahn-Gesellschaft
- Hamburg-Bergedorfer Eisenbahn später zur Berlin-Hamburger Bahn
- Hamburger Hochbahn AG (betreibt heute nur noch die Hamburger U-Bahn und einen Großteil des Hamburger Stadtbus-Netzes)
- Hannover-Altenbekener Eisenbahn-Gesellschaft
- Heisterbacher-Talbahn-Gesellschaft
- Hessische Ludwigs-Eisenbahn-Gesellschaft
- Hessische Nordbahn
- Hildesheim-Peiner Kreis-Eisenbahn-Gesellschaft
- Hochstadt-Stockheimer Eisenbahn
- Hof-Egerer Eisenbahn
- Hohenebra-Ebelebener Eisenbahn
- Homburger Eisenbahn-Gesellschaft
- Hoyaer Eisenbahn-Gesellschaft
- Jever-Carolinensieler Eisenbahn

### K
- Stadt Karlsruhe (1862–1906, siehe Maxaubahn)
- Karlsruher Lokalbahn
- Karsdorfer Eisenbahngesellschaft GmbH (KEG)
- Kerkerbachbahn AG
- Kiel-Eckernförde-Flensburger Eisenbahn-Gesellschaft
- Kirchheimer Eisenbahn-Gesellschaft (1864–1898)
- Köln-Bonner Eisenbahnen AG
- Köln-Frechen-Benzelrather Eisenbahn
- Köln-Krefelder Eisenbahn-Gesellschaft
- Köln-Mindener Eisenbahn-Gesellschaft
- Königsberg-Cranzer Eisenbahngesellschaft
- Krefelder Eisenbahn-Gesellschaft AG
- Kreis Altenaer Eisenbahn AG
- Kreis Oldenburger Eisenbahn AG
- Kreisbahn Eckernförde–Kappeln
- Kurfürst-Friedrich-Wilhelms-Nordbahn-Gesellschaft

### L–N
- Lahrer Eisenbahn-Gesellschaft
- Lahrer Straßenbahn-Gesellschaft (1894–1923)
- Lausitzer Eisenbahn-Gesellschaft AG (im Besitz der LAG München)
- Leipzig-Dresdner Eisenbahn-Compagnie
- Lenz & Co GmbH
- Liegnitz-Rawitscher Eisenbahn-Gesellschaft AG
- Löbau-Zittauer Eisenbahngesellschaft
- Lokalbahn Aktien-Gesellschaft (LAG München) (auch:Localbahn AG)
- Lokalbahn Lam-Kötzting AG (LLK)
- Lokalbahn Deggendorf–Metten
- Lübeck-Büchener Eisenbahn (LBE)
- Märkisch-Posener Eisenbahn-Gesellschaft
- Magdeburg-Halberstädter Eisenbahngesellschaft
- Magdeburg-Köthen-Halle-Leipziger Eisenbahn-Gesellschaft
- Magdeburg-Wittenbergesche Eisenbahn-Gesellschaft
- Stadt Mannheim (1909–1921, siehe Bahnstrecke Heddesheim–Mannheim-Käfertal)
- Marienburg-Mlawkaer Eisenbahn-Gesellschaft
- Maschinenfabrik Esslingen (1884–1885, siehe Zahnradbahn Stuttgart)
- Mecklenburgische Friedrich-Wilhelm-Eisenbahn-Gesellschaft
- Mecklenburgische-Südbahn-Gesellschaft
- Mehltheuer-Weidaer Eisenbahn-Gesellschaft
- Meppen-Haselünner Eisenbahn
- Mittelbadische Eisenbahnen AG
- Müllheim-Badenweiler Eisenbahn AG (1896–1955)
- München-Augsburger Eisenbahn-Gesellschaft
- Münster-Enscheder Eisenbahn-Gesellschaft (siehe Bahnstrecke Münster–Enschede)
- Münster-Hammer Eisenbahn-Gesellschaft (siehe Bahnstrecke Münster–Hamm)
- Muldenthal-Eisenbahn-Gesellschaft
- Murgthal-Eisenbahn-Gesellschaft
- Nauendorf-Gerlebogker Eisenbahn-Gesellschaft
- Neubrandenburg-Friedländer Eisenbahn-Gesellschaft
- Neuhaldensleber Eisenbahn
- Neustadt-Dürkheimer Eisenbahn-Gesellschaft
- Neustadt-Gogoliner Eisenbahn-Gesellschaft AG
- Niederländisch-Westfälische Eisenbahn
- Niederlausitzer Eisenbahn-Gesellschaft
- Niedersächsisches Landeseisenbahnamt Hannover (NLEA)
- Niederschlesisch-Märkische Eisenbahn-Gesellschaft
- Nordbrabant-Deutsche Eisenbahn-Gesellschaft (Rotterdam)
- Nordhausen-Erfurter Eisenbahn-Gesellschaft
- Nordhausen-Wernigeroder Eisenbahn-Gesellschaft

### O–S
- Oberhessische Eisenbahnen
- Oberlausitzer Eisenbahn-Gesellschaft
- Oberrheinische Eisenbahn-Gesellschaft
- Oels-Gnesener Eisenbahn-Gesellschaft
- Ortenau-S-Bahn GmbH
- Oschersleben-Schöninger Eisenbahn-Gesellschaft
- Ostdeutsche Eisenbahn-Gesellschaft in Königsberg
- Osterwieck-Wasserlebener Eisenbahn AG
- Ostpreußische Südbahn-Gesellschaft
- Parchim-Ludwigsluster Eisenbahn-Gesellschaft
- Paulinenaue-Neuruppiner Eisenbahn
- Peine-Ilseder Eisenbahn
- Pfalzbahn
  - Pfälzische Ludwigsbahn-Gesellschaft
  - Pfälzische Maximiliansbahn-Gesellschaft
  - Gesellschaft der Pfälzischen Nordbahnen
  - Neustadt-Dürkheimer Eisenbahn-Gesellschaft

- Stadt Pforzheim (1911–1968, Pforzheimer Kleinbahn)
- Posen-Kreuzburger Eisenbahn-Gesellschaft
- Prignitzer Eisenbahn AG (1884–1940)
- Prinz-Wilhelm-Eisenbahn-Gesellschaft (Deilthaler Eisenbahn-Gesellschaft)
- Rail 4U
- Renchthal-Eisenbahn-Gesellschaft
- Rendsburg-Neumünstersche Eisenbahn-Gesellschaft
- Rhein-Nahe Eisenbahn-Gesellschaft
- Rhein-Sieg-Eisenbahn AG
- Rheinische Eisenbahn-Gesellschaft
- Rinteln-Stadthagener Eisenbahn
- Ronsdorf-Müngstener Eisenbahn-Gesellschaft
- Ruhrort-Crefeld-Kreis Gladbacher Eisenbahn-Gesellschaft (siehe auch Bahnstrecke Duisburg-Ruhrort–Mönchengladbach)
- Ruppiner Eisenbahn AG
- Saal-Eisenbahn-Gesellschaft
- Saal-Unstrut-Eisenbahn-Gesellschaft
- Sächsisch-Bayerische Eisenbahn-Compagnie
- Sächsisch-Schlesische Eisenbahngesellschaft
- Sächsische Industriebahnen-Gesellschaft AG
- Sächsisch-Thüringische Eisenbahngesellschaft
- Schipkau-Finsterwalder Eisenbahn-Gesellschaft
- Schleswig-Holsteinische Marschbahngesellschaft
- Schleswig-Klosterkruger Eisenbahn
- Städtebahn Sachsen
- Stargard-Cüstriner Eisenbahn-Gesellschaft
- Stargard-Posener Eisenbahn-Gesellschaft
- Stendal-Tangermünder Eisenbahn-Gesellschaft
- Straßburger Straßenbahn-Gesellschaft (SSG)
- Stuttgarter Straßenbahnen AG (SSB, 1934–1983) / Stadt Stuttgart (1920–1934)
- Südharz-Eisenbahn-Gesellschaft (Braunlage-Walkenried)
- Süddeutsche Eisenbahn-Gesellschaft (SEG)

### T–Z
- Taunus-Eisenbahn-Gesellschaft
- Thurbo (in der Schweiz weiter aktiv)
- Teuringertal-Bahn GmbH
- Thüringische Eisenbahn-AG
  - Esperstedt-Oldislebener Eisenbahn
  - Greußen-Ebeleben-Keulaer Eisenbahn (siehe Bahnstrecke Hohenebra–Ebeleben)
  - Ruhlaer Eisenbahn
  - Weimar-Berka-Blankenhainer Eisenbahn
  - Weimar-Buttelstedt-Großrudestedter Eisenbahn
  - Weimar-Rastenberger Eisenbahn
- Uetersener Eisenbahn
- Unisped (Rangierverkehr in Südwestdeutschland, heute Rhenus Rail St. Ingbert GmbH)
- Unterelbesche Eisenbahngesellschaft
- Vering & Waechter
- Vorwohle-Emmerthaler Eisenbahn-Gesellschaft
- Wandsbeker Industriebahn
- Warstein-Lippstadter Eisenbahn-Gesellschaft
- Wenigentaft-Oechsener Eisenbahn E: H.Hagemeier GmbH
- Wermelskirchen-Burger Eisenbahn-Gesellschaft
- Werra-Eisenbahn-Gesellschaft
- Wesselburen-Heider Eisenbahn-Gesellschaft
- Westdeutsche Eisenbahn-Gesellschaft (WeEG)
- Westholsteinische Eisenbahn-Gesellschaft
- Wiesenthalbahn-Gesellschaft (Basel–Zell, 1862–1889)
- Wincanton Rail GmbH (WRS)  (Güter- und Rangierverkehre in Südwest-Deutschland, heute Rhenus Rail St. Ingbert GmbH)
- Wittenberge-Perleberger Eisenbahn der Stadt Perleberg
- Württembergische Nebenbahnen (WN, 1905–1984)
- Zittau-Oybin-Jonsdorfer Eisenbahn-Gesellschaft
- Zittau-Reichenberger Eisenbahn

## Kleinbahnen
(Eigenbetriebe und Privatrechtliche Gesellschaften)
(Zahlreiche Kleinbahnen firmierten seit den vierziger Jahren des vorigen Jahrhunderts als Eisenbahnen)

### A–C
- Allgemeine Lokal- und Straßenbahn-Gesellschaft
- Allgemeine Lokalbahn- und Kraftwerke AG (Alloka)
- Alsener Kreisbahnen E: Kreis Sonderburg
- Altlandsberger Kleinbahn AG
- Altmärkische Kleinbahn AG
- Apenrader Kreisbahn
- Aschersleben-Schneidlingen-Nienhagener Eisenbahn AG
- AG Binger Nebenbahnen
- AG Demminer Kleinbahnen Ost
- AG Demminer Kleinbahnen West
- AG für Energiewirtschaft
- AG Franzburger Kreisbahnen
- AG Franzburger Südbahn
- AG Kleinbahn Casekow-Penkun-Oder
- AG Ruhr-Lippe-Eisenbahnen
- Bad Eilsener Kleinbahn GmbH
- Bad Orber Kleinbahn AG
- Bahnverband Vechta-Cloppenburg
- Bergedorf-Geesthachter Eisenbahn AG
- Bergheimer Kreisbahn
- Bielefelder Kreisbahnen
- Billwerder Industriebahn
- Bleckeder Kleinbahn GmbH
- Bleckeder Kreisbahn
- Boizenburger Stadt- und Hafenbahn
- Bremervörde-Osterholzer Eisenbahn GmbH
- Bremisch-Hannoversche Kleinbahn AG
  - Kleinbahn Bremen–Tarmstedt
  - Kleinbahn Bremen-Thedinghausen
- Breslau-Trebnitz-Prausnitzer Kleinbahn AG
- Bromberger Kreisbahn
- Buckower Kleinbahn AG
- Bunzlauer Kleinbahn AG
- Burgdorfer Kreisbahnen
- Butjadinger Bahn E: Kreis Wesermarsch
- Buxtehude-Harsefelder Eisenbahn GmbH

### D–F
- Delitzscher Kleinbahn AG
- Dürener Eisenbahn AG
- Eckernförder Kreisbahnen (Eckernförde–Owschlag)
- Eisenbahn Bergwitz–Kemberg GmbH
- Eisenbahn-Zweckverband Rastenberg-Hardisleben
- Ernstbahn GmbH
- Eulengebirgsbahn AG
- Euskirchener Kreisbahnen
- Fischhausener Kreisbahn AG
- Flensburger Kreisbahn
- Forster Stadteisenbahn
- Frankensteiner Kreisbahn AG
- Frankfurter Lokalbahn AG
- Frankfurter Waldbahn-Gesellschaft
- Friedeberger Kleinbahn Eigenbetrieb des Kreises Friedeberg (Neumark)

### G–J
- Gardelegen-Haldensleben-Weferlinger Eisenbahn AG
- Gaubahnen Wartheland
- Geilenkirchener Kreisbahnen Eigenbetrieb Kreis Geilenkirchen-Heinsberg
- Geldernsche Kreisbahn
- Gelnhäuser Kreisbahnen
  - Bad Orber Kleinbahn
  - Freigerichter Kleinbahn
  - Spessartbahn
  - Vogelsberger Südbahn
- Gnesener Kreisbahn
- Görlitzer Kreisbahn AG
- Göttinger Kleinbahn AG (Gartetalbahn)
- Goldbeck-Werben-Elbe Kleinbahn GmbH
- Gostyner Kreisbahn
- Grifte-Gudensberger Kleinbahn und Kraftwagen AG
- Guhrauer Kreisbahn AG
- Gummersbacher Kleinbahnen Stadt GM und Oberbergischer Kreis
- Haderslebener Kreisbahn
- Haffuferbahn-Actien-Gesellschaft
- Halle-Hettstedter Eisenbahn-Gesellschaft
- Hamburger Marschbahn E: Hansestadt Hamburg
- Hanauer Kleinbahn
- Heerwegen-Raudtener Kleinbahn AG
- Herforder Kleinbahn GmbH
- Herkulesbahn
- Hersfelder Kreisbahn
- Hohenlimburger Kleinbahn
- Hümmlinger Kreisbahn
- Industriebahn AG
  - Kleinbahn Beuel–Großenbusch
  - Kleinbahn Kaldenkirchen–Brüggen
- Insterburger Kleinbahnen
- Isergebirgsbahn AG
- Iserlohner Kreisbahn AG
- Jarotschiner Kreisbahn (Jarocinska Wąskotorowa Kolej Powiatowa)
- Jülicher Kreisbahn

### K
- Kleinbahn-AG Bebitz–Alsleben
- Kleinbahn AG Culmsee–Melno
- Kleinbahn-AG Ellrich–Zorge
- Kleinbahn-AG Erfurt–Nottleben
- Kleinbahn AG Freest–Bergensin
- Kleinbahn-AG Gardelegen-Neuhaldensleben siehe Gardelegen-Haldensleben-Weferlinger Eisenbahn-AG
- Kleinbahn-AG Gransee–Neuglobsow
- Kleinbahn-AG Grünberg–Sprottau
- Kleinbahn AG Guttentag–Vosswalde
- Kleinbahn-AG Heudeber–Mattierzoll
- Kleinbahn-AG in Genthin
- Kleinbahn AG Jauer–Maltsch
- Kleinbahn-AG Kiel–Segeberg
- Kleinbahn-AG Könnern–Rothenburg
- Kleinbahn AG Kohlfurt–Rothwasser
- Kleinbahn-AG Lüben–Kotzenau
- Kleinbahn-AG Marienwerder siehe Marienwerder Kleinbahnen
- Kleinbahn-AG Neuburxdorf–Mühlberg
- Kleinbahn-AG Neuhaldensleben–Weferlingen siehe Gardelegen-Haldensleben-Weferlinger Eisenbahn-AG
- Kleinbahn-AG Osterburg–Pretzier
- Kleinbahn-AG Rennsteig–Frauenwald
- Kleinbahn-AG Mockrehna–Schildau
- Kleinbahn-AG Schönberg–Nikolausdorf
- Kleinbahn-AG Selters–Hachenburg
- Kleinbahn-AG Tangermünde–Lüderitz
- Kleinbahn-AG Tharau–Kreuzburg
- Kleinbahn-AG Tirschtiegel–Dürrlettel
- Kleinbahn-AG Wallwitz–Wettin
- Kleinbahn-AG Wolmirstedt–Colbitz
- Kleinbahn Bad Zwischenahn–Edewechterdamm
- Kleinbahn Bielstein–Waldbröl E:Kreiskommunalverband GM; siehe Oberbergische Verkehrsgesellschaft
- Kleinbahn Bossel–Blankenstein GmbH
- Kleinbahn Bremervörde–Osterholz GmbH
- Kleinbahn Buxtehude–Harsefeld GmbH siehe Buxtehude-Harsefelder Eisenbahn
- Kleinbahn Celle-Soltau, Celle-Munster GmbH
- Kleinbahn Celle–Wittingen AG
- Kleinbahn Deutsch Krone–Virchow
- Kleinbahn Eckernförde–Owschlag
- Kleinbahn Eltville–Schlangenbad
- Kleinbahn Engelskirchen–Marienheide E: Oberbergischer Kreis
- Kleinbahn Ensdorf–Saarlouis–Wallerfangen–Felsberg E: Kreis Saarlouis; siehe Straßen- und Kleinbahnen im Kreis Saarlouis
- Kleinbahn Farge–Wulsdorf GmbH siehe Niederweserbahn GmbH
- Kleinbahn Freienwalde–Zehden AG
- Kleinbahn Friedeberg–Alt Libbehne GmbH
- Kleinbahn Garßen–Bergen siehe Kleinbahn Celle-Soltau, Celle-Munster
- Kleinbahn Gittelde–Grund GmbH
- Kleinbahn Gommern–Pretzien
- Kleinbahn Groß Ilsede-Broistedt siehe Verkehrsbetriebe Peine-Salzgitter GmbH
- Kleinbahn Groß Peterwitz–Katscher
- Kleinbahn Groß Raum-Ellerkrug GmbH
- Kleinbahn Hardenberg–Neuenburg
- Kleinbahn Haspe–Voerde–Breckerfeld
- Kleinbahn Horka–Rothenburg–Priebus AG
- Kleinbahn Hoya-Syke-Asendorf GmbH
- Kleinbahn Ihrhove–Westrhauderfehn GmbH
- Kleinbahn Kirchbarkau–Preetz–Lütjenburg
- Kleinbahn Klockow–Pasewalk GmbH
- Kleinbahn Kreuz-Schloppe-Deutsch Krone E: Kreis Deutsch Krone
- Kleinbahn Küstrin–Hammer AG
- Kleinbahn Langenfeld-Monheim-Hitdorf E: Gemeinden
- Kleinbahn Lingen–Berge–Quakenbrück GmbH
- Kleinbahn Lohne–Dinklage
- Kleinbahn Lüchow–Schmarsau GmbH siehe Lüchow-Schmarsauer Eisenbahn GmbH
- Kleinbahn Lüneburg–Soltau GmbH
- Kleinbahn Lütjenbrode–Orth der Kreis Oldenburger Eisenbahn AG
- Kleinbahn Merzig-Büschfeld GmbH siehe Merzig-Büschfelder Eisenbahn GmbH
- Kleinbahn Mündelheim–Huckingen–Wedau E: Landkreis Düsseldorf
- Kleinbahn Neuhaus–Brahlstorf GmbH
- Kleinbahn Neumark–Zajonczkowo
- Kleinbahn Neuwied–Rasselstein–Augustenthal
- Kleinbahn Niebüll–Dagebüll AG
- Kleinbahn Opladen-Lützenkirchen E: Rhein-Wupper-Kreis
- Kleinbahn Piesberg-Rheine AG
- Kleinbahn Pogegen–Schmalleningken
- Kleinbahn Putzig–Krockow
- Kleinbahn Rees–Empel E: Stadt Rees
- Kleinbahn Rheinbrohl–Mahlberg
- Kleinbahn Selters–Hachenburg
- Kleinbahn Siegburg–Zündorf E: Siegkreis
- Kleinbahn Soltau–Neuenkirchen GmbH
- Kleinbahn Steinhelle–Medebach GmbH
- Kleinbahn Weidenau–Deuz
- Kleinbahn Wegenstedt–Calvörde E: Gemeinde Calvörde
- Kleinbahn Wesel–Rees–Emmerich E: Kreis Rees
- Kleinbahn Winsen–Evendorf–Hützel GmbH
- Kleinbahn Winsen–Niedermarschacht GmbH
- Kleinbahn Wittingen–Oebisfelde GmbH
- Kleinbahnen des Kreises Jerichow I
- Kleinbahnen der Kreise Ost- und Westprignitz
  - Kleinbahn Kyritz-Hoppenrade-Breddin
  - Kleinbahn Lindenberg-Pritzwalk
  - Kleinbahn Lindenberg-Kreuzweg
  - Kleinbahn Pritzwalk-Putlitz
  - Kleinbahn Putlitz-Suckow
  - Kleinbahn Perleberg-Karstädt-Berge-Perleberg
  - Kleinbahn Perleberg-Hoppenrade
  - Kleinbahn Viesecke-Glöwen

- Kleinbahnabteilung des Provinzialverbandes Sachsen in Merseburg
  - Altmärkische Kleinbahn AG
  - Delitzscher Kleinbahn AG
  - Kleinbahn-AG Bebitz-Alsleben
  - Kleinbahn Bergwitz-Kemberg GmbH (siehe Bahnstrecke Bergwitz–Kemberg)
  - Kleinbahn-AG Ellrich-Zorge
  - Kleinbahn-AG Erfurt-Nottleben
  - Kleinbahn-AG Gardelegen-Haldensleben-Weferlingen
  - Kleinbahn-AG in Genthin
  - Kleinbahn-AG Heudeber-Mattierzoll
  - Kleinbahn-AG Könnern-Rothenburg
  - Kleinbahn-AG Neuburxdorf–Mühlberg (siehe Bahnstrecke Neuburxdorf–Mühlberg)
  - Kleinbahn-AG Osterburg-Pretzier
  - Kleinbahn-AG Rennsteig-Frauenwald
  - Kleinbahn-AG Mockrehna–Schildau (siehe Bahnstrecke Mockrehna–Schildau)
  - Kleinbahn-AG Wallwitz-Wettin
  - Kleinbahn-AG Wolmirstedt-Colbitz
  - Kyffhäuser Kleinbahn AG
  - Langensalzaer Kleinbahn AG
  - Obereichsfelder Kleinbahn AG
  - Prettin-Annaburger Kleinbahn AG
  - Salzwedeler Kleinbahnen GmbH
  - Stendaler Kleinbahn AG
- Kleinbahngenossenschaft Wallersdorf und Umgebung
- Kleinbahngesellschaft Anklam-Lassan
- Kleinbahngesellschaft Greifswald-Jarmen
- Kleinbahngesellschaft Greifswald-Wolgast
- Kleinbahngesellschaft Güdenhagen-Groß Möllen GmbH
- Königs Wusterhausen-Mittenwalde-Töpchiner Kleinbahn AG
- Kohlenbahn-AG Reichenau (Sachsen)
- Kostener Kreisbahnen
- Kreisbahn Beeskow–Fürstenwalde E: Kreis Beeskow-Storkow
- Kreisbahn Briesen
- Kreisbahn Cloppenburg-Landesgrenze
- Kreisbahn Emden–Pewsum–Greetsiel E: Kreis Norden
- Kreisbahn Krotoschin–Pleschen
- Kreisbahn Leer-Aurich-Wittmund
- Kreisbahn Norderdithmarschen in Heide
- Kreisbahn Osterode–Kreiensen E: Kreis Osterode (Harz) (siehe Bahnstrecke Osterode–Kreiensen)
- Kreisbahn Rathenow-Senzke-Nauen E: Kreis Westhavelland
- Kreisbahn Schönermark-Damme E: Kreise Angermünde und Prenzlau
- Kreisbahn Witkowo
- Kreiskleinbahn Kalisch–Turek
- Kreisverkehrsbetriebe Saarlouis AG
- Kreiswerke Geilenkirchen-Heinsberg
- Kreuznacher Kleinbahnen (VKA)
- Kyffhäuser Kleinbahn AG

### L–N
- Landesverkehrsamt Brandenburg (LVA)
  - Altlandsberger Kleinbahn AG
  - Buckower Kleinbahn AG
  - Friedeberger Kleinbahn
  - Jüterbog-Luckenwalder Kreiskleinbahnen (bis 15. Februar 1939) (Schmalspur)
  - Kleinbahn Freienwalde-Zehden AG
  - Kleinbahn Friedeberg-Alt Libbehne GmbH
  - Kleinbahn Küstrin-Hammer AG
  - Kreisbahn Beeskow–Fürstenwalde
  - Lehniner Kleinbahn AG
  - Müncheberger Kleinbahn
  - Oderbruchbahn AG
  - Ostprignitzer Kreiskleinbahnen
    - Kleinbahn Kyritz-Hoppenrade-Breddin (Schmalspur)
    - Kleinbahn Lindenberg-Kreuzweg (Schmalspur)
    - Kleinbahn Lindenberg-Pritzwalk (Schmalspur)
    - Kleinbahn Pritzwalk-Putlitz
    - Kleinbahn Putlitz-Suckow

  - Spreewaldbahn AG (Schmalspur)
  - Westprignitzer Kreiskleinbahnen
    - Kleinbahn Perleberg-Hoppenrade (Schmalspur)
    - Kleinbahn Perleberg-Karstädt-Berge-Perleberg
    - Kleinbahn Viesecke-Glöwen (Schmalspur)

  - Weststernberger Kreiskleinbahn
- Langensalzaer Kleinbahn AG
- Lehniner Kleinbahn AG
- Lübben-Cottbuser Kreisbahnen
- Lübeck-Segeberger Eisenbahn
- Marburger Kreisbahn
- Marienborn-Beendorfer Kleinbahn-Gesellschaft (AG)
- Marienwerder Kleinbahnen
- Mecklenburg-Pommersche Schmalspurbahn AG
- Mecklenburgische Bäderbahn AG (Rövershagen-Graal=Müritz)
- Memeler Kleinbahn AG
- Merzig-Büschfelder Eisenbahn
- Moselbahn AG
- Mülheimer Kleinbahnen AG
- Müncheberger Kleinbahn E: Stadt Müncheberg
- Nassauische Kleinbahn AG
- Neisser Kreisbahn AG
- Neumarkter Kleinbahn AG
- Niedersächsisches Landeseisenbahnamt (NLEA)
- Niederweserbahn GmbH

### O–R
- Oberbergische Verkehrsgesellschaft AG
- Oberschlesische Eisenbahn AG
- Obereichsfelder Kleinbahn AG
- Oberweißbacher Bergbahn AG
- Oderbruchbahn AG
- Ohlauer Kleinbahn AG
- Opalenitzaer Kleinbahnen GmbH
- Ostpreußische Kleinbahnen AG übernahm folgende Bahnen:
  - Insterburger Kleinbahnen AG mit
    - Elchniederungsbahn
    - Kleinbahn Heydekrug–Kolleschen
    - Klb. Tilsit–Pogegen–Schmalleningken

  - Königsberger Kleinbahn AG
  - Lycker Kleinbahnen AG
  - Oletzkoer Kleinbahnen-AG
  - Ortelsburger Kleinbahn AG
  - Pillkaller Kleinbahn-AG
  - Rastenburger Kleinbahn GmbH
  - Wehlau–Friedländer Kreisbahn-AG
  - Wöterkeim–Schippenbeiler Kleinbahn-AG
- Plettenberger Kleinbahn AG
- Polkwitz-Raudtener Kleinbahn AG
- Pommersche Landesbahnen
  - Anklamer Bahn
  - Casekow-Penkuner Bahn
  - Bahnen des Kreises Deutsch Krone
  - Demminer Bahnen
  - Franzburger Bahnen (Nord)
  - Franzburger Bahnen (Süd)
  - Greifenberger Bahnen
  - Greifenhagener Bahnen
  - Greifswalder Bahnen
  - Köslin–Belgarder Bahnen
  - Kolberger Bahnen
  - Lauenburger Bahnen
  - Naugarder Bahnen
  - Pyritzer Bahnen
  - Randower Bahn
  - Regenwalder Bahnen
  - Rügensche Bahnen
  - Saatziger Bahnen
  - Schlawer Bahnen
  - Stolper Bahnen
- Prenzlauer Kreisbahnen
- Prettin-Annaburger Kleinbahn AG
- Ratzeburger Kleinbahn AG
- Reichensteiner Bahn
- Riesengebirgsbahn GmbH
- Rendsburger Kreisbahn
- Rheinisch-Westfälische Straßen- und Kleinbahnen GmbH
  - Kleinbahn Langenfeld-Monheim-Hitdorf
  - Kleinbahn Opladen-Lützenkirchen
  - Kleinbahn Rees–Empel
  - Kleinbahn Siegburg–Zündorf
  - Kleinbahn Wesel–Rees–Emmerich
  - Klever Straßenbahn
  - Straßenbahn Opladen-Ohligs
  - Wahner Straßenbahn
- Rosenberger Kreisbahn AG
- Rügensche Kleinbahn

### S–T
- Saatziger Kleinbahnen AG
- Salzwedeler Kleinbahnen GmbH
- Samlandbahn AG
- St. Andreasberger Kleinbahn GmbH
- Schleizer Kleinbahn AG
- Schmalkalder Kreisbahn
- Schmiegeler Kreisbahn
- Schrodaer Kreisbahn
- Söhrebahn AG
- Spreewaldbahn A.G.
- Spremberger Stadtbahn
- Steinhuder Meer-Bahn GmbH
- Stendaler Kleinbahn AG
- Strandbahn Warnemünde–Markgrafenheide E: Stadt Rostock
- Strausberg-Herzfelder Kleinbahn AG
- Südstormarnsche Kreisbahn
- Sylter Inselbahn AG
- Sylter Südbahn E: Hamburg-Amerika-Linie
- Teltower Eisenbahn AG
- Thorner Kleinbahnen
- Trachenberg-Militscher Kreisbahn AG
- Trusebahn AG

### U–Z
- Uetersener Eisenbahn AG
- Vereinigte Kleinbahnen AG
  - Kleinbahn Neheim-Hüsten-Sundern
  - Kleinbahn Philippsheim–Binsfeld
  - Dessau-Radegast-Köthener Bahn
- Verkehrsbetriebe des Kreises Schleswig
- Vorortbahn Wilhelmshaven
- Westfälische Kleinbahnen AG
  - Kleinbahn Westig-Ihmert-Altena-Dahle
- Westfälische Provinzialverwaltung – Kleinbahnabteilung
  - Kleinbahn Steinhelle–Medebach GmbH
  - Kleinbahn Unna–Kamen–Werne GmbH
  - Kleinbahn Weidenau–Deuz GmbH
  - Tecklenburger Nordbahn AG
- Westhavelländische Kreisbahnen
- Westpreußische Kleinbahnen AG
- Wilhelmsbahn
- Wirsitzer Kreisbahn (Wyrzyskie Koleje Powiatowe) (600 mm)
- Wittlager Kreisbahn AG
- Wreschener Kreisbahn
- Wüstewaltersdorfer Kleinbahn AG
- Ziederthal-Eisenbahn-Gesellschaft AG
- Zniner Kreisbahn
- Zschornewitzer Kleinbahn GmbH

## Bahnen außerhalb desReichs- oderBundesgebietes
- Eisenbahngesellschaft für Deutsch-Ostafrika
- Otavi Minen- und Eisenbahn-Gesellschaft (OMEG, in der Kolonie Deutsch-Südwestafrika)